# Paramonova fonsamnicula
Paramonova fonsamnicula är en tvåvingeart som beskrevs av Kelsey 1980. Paramonova fonsamnicula ingår i släktet Paramonova och familjen fönsterflugor. Inga underarter finns listade i Catalogue of Life.